# Capesize

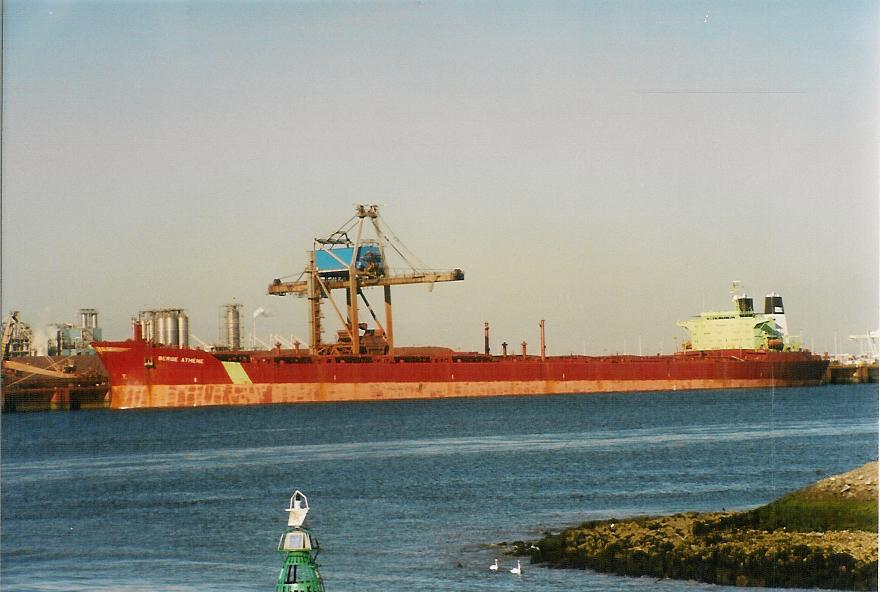
N/M Berge Athene, graneleiro capesize de 225 200 toneladas, construído em 1979.

Os navios capesize são cargueiros, originalmente, demasiadamente grandes para poderem atravessar o Canal do Panamá ou o Canal do Suez. Eram, portanto, maiores que as embarcações dos padrões panamax e suezmax. Para fazerem a travessia entre oceanos, estes navios tinham que contornar o Cabo da Boa Esperança ou o Cabo Horn, daí a sua designação, sendo que "cape" significa "cabo" em inglês. 
Na prática, "capesize" é o mesmo que "irrestrito". Hoje em dia, no entanto, algumas embarcações capesize já podem navegar pelo Canal do Suez, desde que disponham de um calado máximo de 18,91 m.

## As embarcações capesize
Tipicamente, as embarcações capesize dispõem de um porte bruto superior a 150 000 toneladas. Na classe incluem-se petroleiros dos tipos VLCC e ULCC, superpetroleiros e mineraleiros. O termo é mais utilizado para classificar graneleiros do que navios-tanque. Um graneleiro capesize dispõe de um porte bruto típico de cerca de 175 000 toneladas, apesar de terem sido construídos navios de até 400 000 toneladas, normalmente dedicados ao transporte de minério. 
As grandes dimensões e o grande calado destas embarcações obrigam a que só os maiores terminais portuário de águas profundas os possam receber.

## Ligações exteriores
- Vessel size groups